# Denominazione di origine controllata

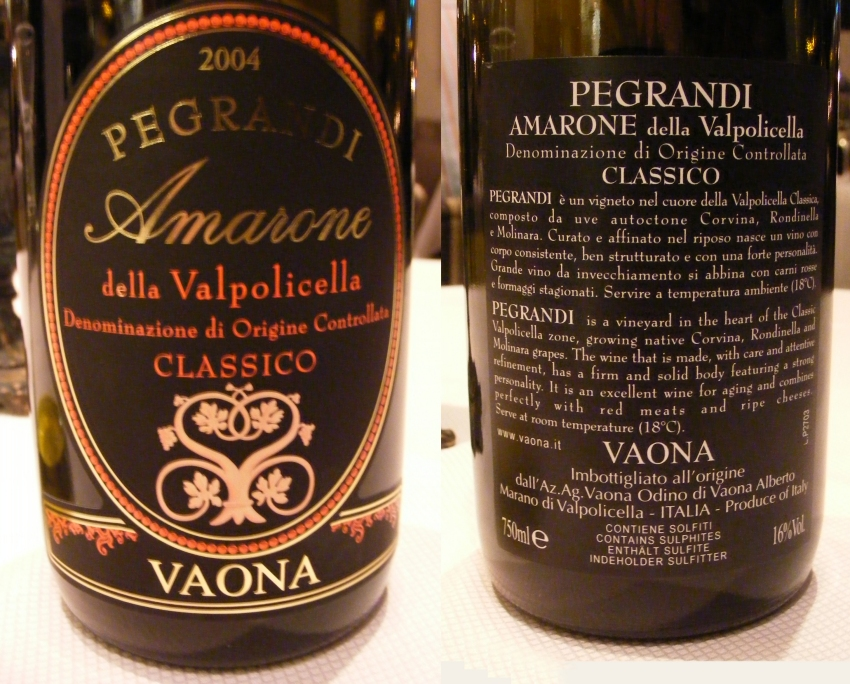
Этикетки итальянского вина Amarone Della Valpolicella Classico 2004 года винокурни Pegrandi производителя Vaona. Этикетка указывает, что это вино имеет знак качества DOC и произведено в классическом (Classico) регионе для вина Valpolicella

Denominazione di origine controllata («контролируемое наименование места происхождения»), сокращённо DOC — знак качества итальянских вин. Система аппелласьонов была разработана по аналогии с французской AOC и введена в действие с 1963 года. В 1992 году правила присвоения знаков были пересмотрены для приведения в соответствие с новым общеевропейским законом о защищённом обозначении происхождения. Аналогичная система в отношении сыров и других пищевых продуктов именуется Denominazione di origine protetta (DOP).
Существуют три уровня знаков: DO — Denominazione di Origine (происхождение товара, редко используется), DOC — Denominazione di Origine Controllata (происхождение товара проконтролировано) и DOCG — Denominazione di Origine Controllata e Garantita (происхождение товара проконтролировано и гарантировано). Все три требуют, чтобы продукция была произведена в определённом традиционном регионе Италии по определённой технологии и удовлетворяла специфическим стандартам качества.
Необходимость появления дополнительной ступени DOCG возникла, когда обнаружилось, что по мнению многих производителей знак DOC давался слишком либерально. Поэтому были созданы новые, более строгие правила для гарантии высшего качества продукции, которые были названы максимально близко к уже известному знаку, чтобы не прерывать преемственности в глазах покупателей. 
Различие между винами со знаком DOCG и DOC состоит в том, что первые проходят химический анализ и дегустацию в государственно лицензированных организациях перед разливом в бутылки. Для предотвращения дальнейших манипуляций пробки бутылок со знаком DOCG заклеиваются пронумерованной государственной акцизной маркой.
Итальянские законы также регулируют использование в названиях вин следующих терминов: Classico (классическое) — зарезервировано для вин, произведённых в «традиционном» для них регионе, например, для Chianti Classico этот «традиционный регион» определён декретом от 10 июля 1932 года; и Riserva (зарезервированное) — может быть использовано только для вин, выдержанных минимум на два года дольше, чем стандарт для вин этого типа. Вина со знаками DOC и DOCG не могут продаваться в бутылках объёмом больше 5 литров.
Для вин, произведённых в Больцано, где немецкий язык также является официальным, знак DOC может записываться как Kontrollierte Ursprungsbezeichnung, а знак DOCG — как Kontrollierte und garantierte Ursprungsbezeichnung.